# 普魯士的亞歷山德琳公主 (1842年—1906年)
普魯士的亞歷山德琳（德語：Alexandrine von Preußen，1842年2月1日—1906年3月26日），普魯士阿爾布雷希特王子的女兒，腓特烈·威廉三世的孫女。
1865年，亞歷山德琳與表哥梅克倫堡-施威林的威廉結婚，兩人的獨女夏洛特於1868年出生。